# Paudits Zoltán
Paudits Zoltán (Baja, 1966. augusztus 30. –) magyar költő, író.

## Életpályája
Az 1990-es évek elejétől jelennek meg folyamatosan versei és prózái előbb helyi szintű, majd országos irodalmi lapokban, antológiákban. 2005-től különböző újságokban a cikkeivel is találkozhatunk és néhány könyv lektorálása is nevéhez köthető. Határainkon túl is közölték verseit, többek között az amerikai Magyarok Vasárnapjában, a belga Kilátóban, és a Bécsi Naplóban. Számos irodalmi pályázaton ért el sikereket. 2002-ben Budapesten Cserhát Nívódíjat, majd 2003-ban Cserhát Művészeti díjat vehetett át. Tagja volt a Magyar Írók Nemzetközi Szövetségének és számos más irodalmi körnek. Néhány dal, illetve dalszöveg is nevéhez köthető. Egyebek mellett a Vereb Vean András által rendezett Fél lélegzet című dokumentumfilm főcímdalának a szövege kapcsán, ami a költő Te őrzöl című verse. Ez az alkotás a 2002-ben napvilágot látott első, Úttalan utakon címet viselő kötetében olvasható. A KÚT című heti rendszerességgel közvetített televíziós műsor főcímdalához pedig a Jöttem a fényből címet viselő 2009-es kötetében publikált Magamban megtaláltalak című verse szolgáltatott alapot. 2013-ban a szegedi Genéziusz Színház vitte színpadra A hószárnyú pillangók princípiuma címmel a költő verseit, dalait egy egyórás performansz keretében.
A nyolcvanas évek végétől a kilencvenes évek közepéig billentyűs és énekes szerepkörben vendéglátózott különböző formációkban, majd néhány év hallgatás után műfajt váltott, és új zenésztársakkal megalakították a Silver Moon nevű 5 fős rockzenei team-et. A csapat saját szerzeményekkel állt elő, de mindössze fél évig tudták életben tartani az együttest, ez alatt az idő alatt közel húsz dalt írtak, és volt számos fellépésük is. A zenekar feloszlása után, a Silver Moon nevet megtartva egy tiszavirág életű szinti-pop duóban mutatkoztak meg két dal erejéig. A Csak egy tánc című daluk hangzásvilága az eddigiekhez képest ismét egy teljesen új stílust képviselt. Megint hosszú hallgatás következett, amikor is két régi Silver Moon tag megkereste egy új zenekar létrehozásának ötletével. Hozzájuk társult még két másik zenész, és beindult a Steamer Rock Band. Ez a csapat túlnyomó részben olyan klasszikusoktól játszott, mint a Deep Purple, Black Sabbath, Ten Years After, stb. Személycserék és egyéb emberi tényezők miatt három év és több tucat koncert után búcsút intettek egymásnak a tagok. A Steamer Rock Band utolsó évében egy másik együttesben is billentyűzött. A Sygnum nevet viselő banda azonban csak a próbák erejéig, illetve hat saját dal megírásáig maradt életben. 
Paudits jelenleg visszavonultan, háttéralkotóként vállal részt különböző projektekben. Ezek lenyomatai olyan szerzemények, mint például a Kopogós, a Remény, a Semmi nincs úgy a Kijáratok nélkül vagy a Kereslek a Holdban

## Megjelent könyvei
- Úttalan utakon (Cserhát Művészkör Budapest 2002)
- Szilánkok (Cserhát Művészkör Budapest 2003)
- Parttalan égen (Háttér Kiadó Budapest 2004)
- Hószárnyú pillangó (Háttér Kiadó Budapest 2006)
- Kiáltok! ( Szerzői kiadás 2007)
- Jöttem a fényből (Szerzői kiadás 2009)
- A szív princípiuma (Szerzői kiadás 2011)
- Lélekmélyről (Szerzői kiadás 2014)
- Manóvár (Szerzői kiadás 2016)
- Hetedik ég peremén (Szerzői kiadás 2019)

## További információ
- Genéziusz Színház